# 床丹 (得撫島)
床丹（とこたん）は、北海道根室支庁得撫郡に属していた集落で、得撫島の西部にあった。
養狐番舎と気象観測所が存在し、漁期のみ択捉島から移住する季節集落も存在したが定住者はいない。得撫郡、新知郡、占守郡3郡は市町村制が適用されていなかった。1945年8月にソ連軍に侵攻された。戦後も札幌国税局管内の根室税務署の管轄ではあるが、現在もロシアによる占領が続いている。
当該地域の領有権に関する詳細は千島列島の項目を参照されたい。